# Московська монорейкова лінія
Московська монорейка (рос. Московська монорейка) — закрита монорейкова система у Північно-Східному адміністративному окрузі Москви. Входила до складу Московського метрополітену як лінія, що позначалася синьо-блакитним кольором та числом .

## Опис
Траса починається поблизу станції метро «Тимірязєвська», далі проходить на схід вулицею Фонвізіна, переходить через лінію Жовтневої залізниці, йде повз телецентр вулицею Академіка Корольова і виходить до Головного входу ВДНГ. Далі траса йде вулицею Сергія Ейзенштейна до депо.
Вартість проїзду[коли?] становить 50 рублів для дорослих. Пересадка на систему метрополітену і назад безкоштовна протягом 90 хвилин після проходу через турнікет.

## Станції
- «Тимірязєвська». Платформа острівного типу. Перехід на станцію «Тимірязєвська» Серпуховсько-Тимірязєвської лінії метрополітену і платформу «Тимірязєвська» Савьоловського напрямку московської залізниці. Код: 200.
- «Вулиця Милашенкова». Платформа острівного типу, має S-подібний вигин. Перехід на станцію «Фонвізінська» Люблінсько-Дмитровської лінії метро. Код 201.
- «Телецентр». Платформа острівного типу. Код: 202.
- «Вулиця Академіка Корольова». Платформа берегового типу. Код 203.
- «Виставковий центр». Платформа острівного типу. Перехід на станцію «ВДНХ» Калузько-Ризької лінії метро. Код 204.
- «Вулиця Сергія Ейзенштейна». Платформа острівного типу. Код 199.

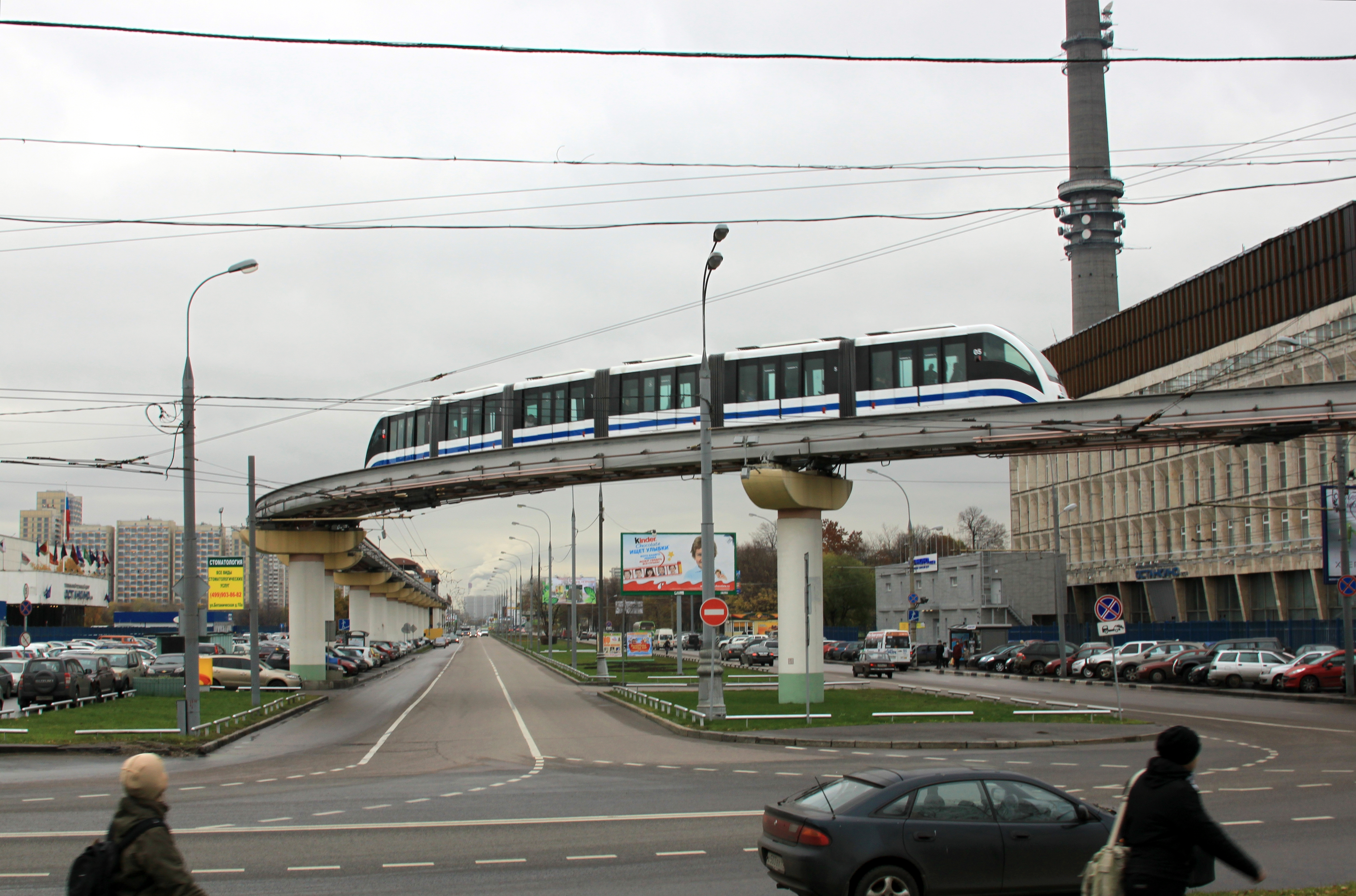
Монорейка на вулиці Академіка Корольова (2011)]]
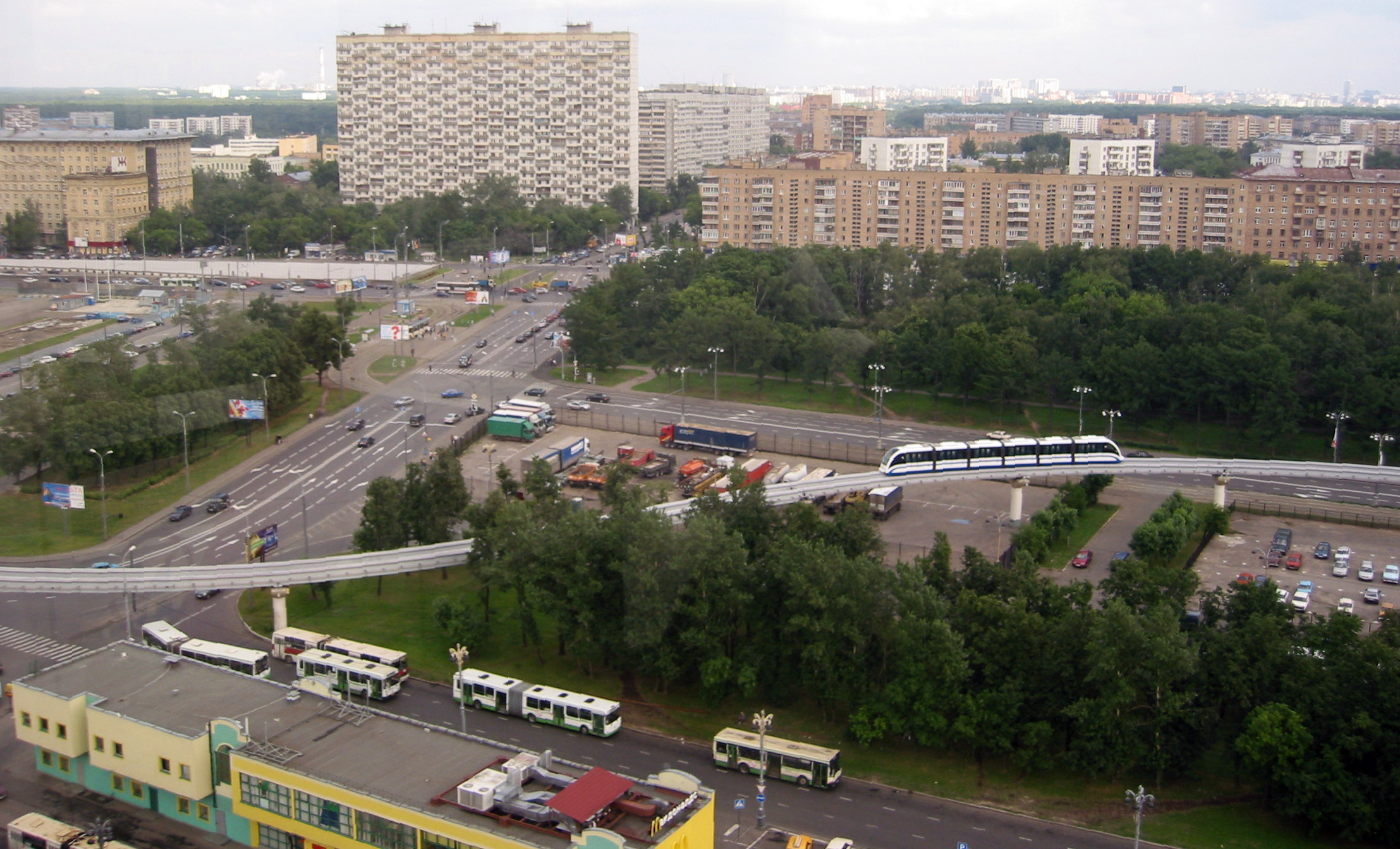
Краєвид з колеса огляду парку атракціонів на монорейку
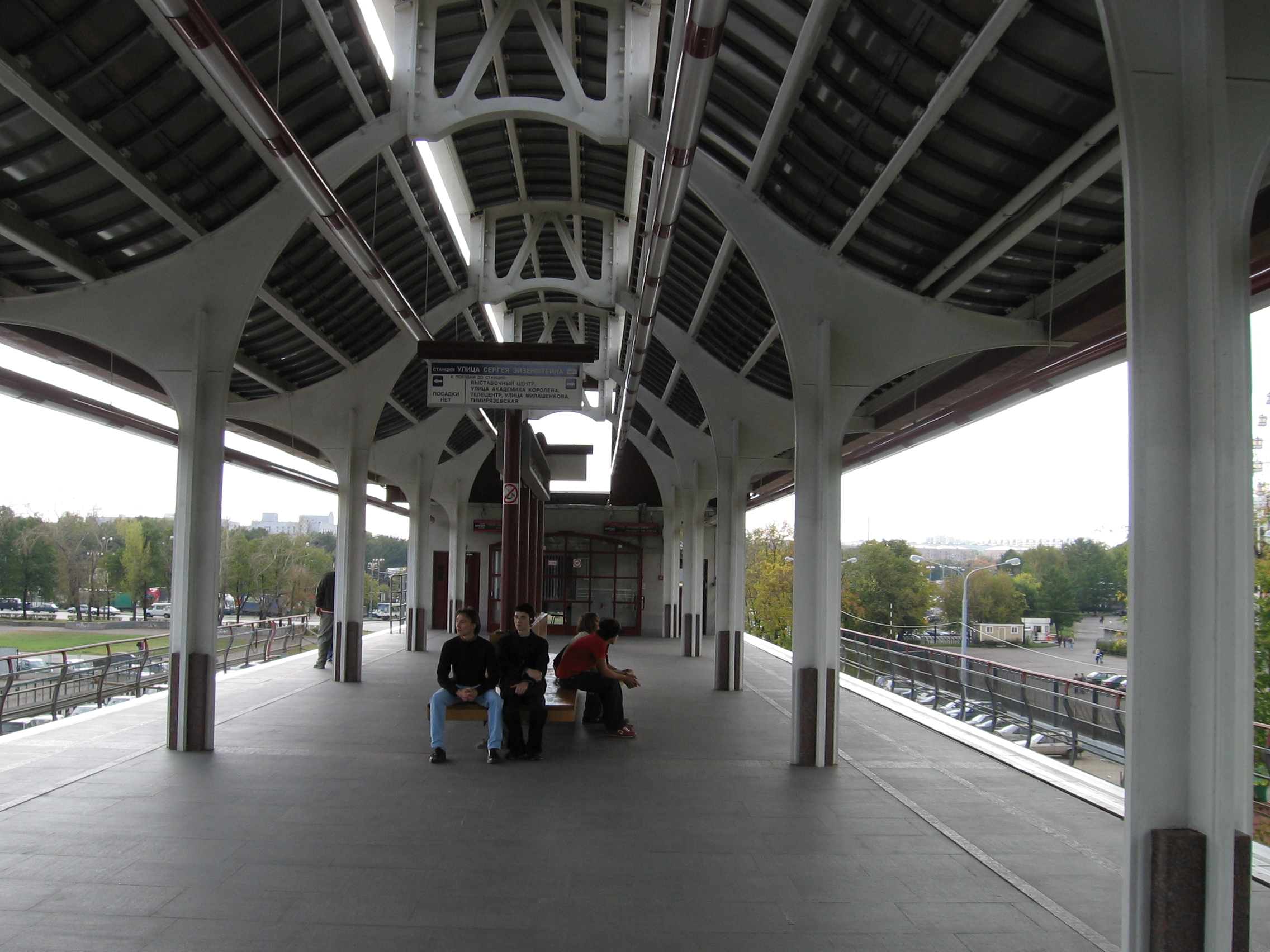
Станція «Вулиця Сергія Ейзенштейна»

Коди станцій мають наскрізну нумерацію зі станціями московського метрополітену.

## Розклад поїздів
Починаючи з весни 2017 року монорейка працює в екскурсійному режимі, інтервал руху поїздів становить 30 хвилин.

## Інфраструктура
Станції мають дворівневу об'ємно-планувальну структуру зі сходами, ескалаторами і ліфтом для інвалідів, із платформами острівного і берегового типів довжиною 40 метрів, шириною відповідно 15,6 метрів і 2х5,7 метрів. Для обслуговування поїздів на території трамвайного депо ім. Н. Е. Баумана було створено електродепо.
Московська монорейка — перший у Росії вид громадського міського транспорту, здатний працювати в цілком автоматичному режимі (для керування поїздом не потрібен машиніст). Теоретично рухомий склад може керуватися комп'ютером із диспетчерської централізованого господарства, що розташовується на станції «Вулиця Академіка Корольова», звідки можна вести керування всією лінією. Також на кожній станції є станційна диспетчерська, звідки можна контролювати поїзд, поки він знаходиться на станції. Але програмне забезпечення, необхідне для цілком автоматичної роботи, знаходиться в досить «сирому» стані, тому потяги працюють у напівавтоматичному режимі, при якому система керує рухом поїзду під контролем машиніста.
Експлуатуючою організацією монорейкової транспортної системи є унітарне підприємство «Московський метрополітен». Устаткування монорейкової дороги має відповідати технічним вимогам метрополітену.

## Конструкція колії

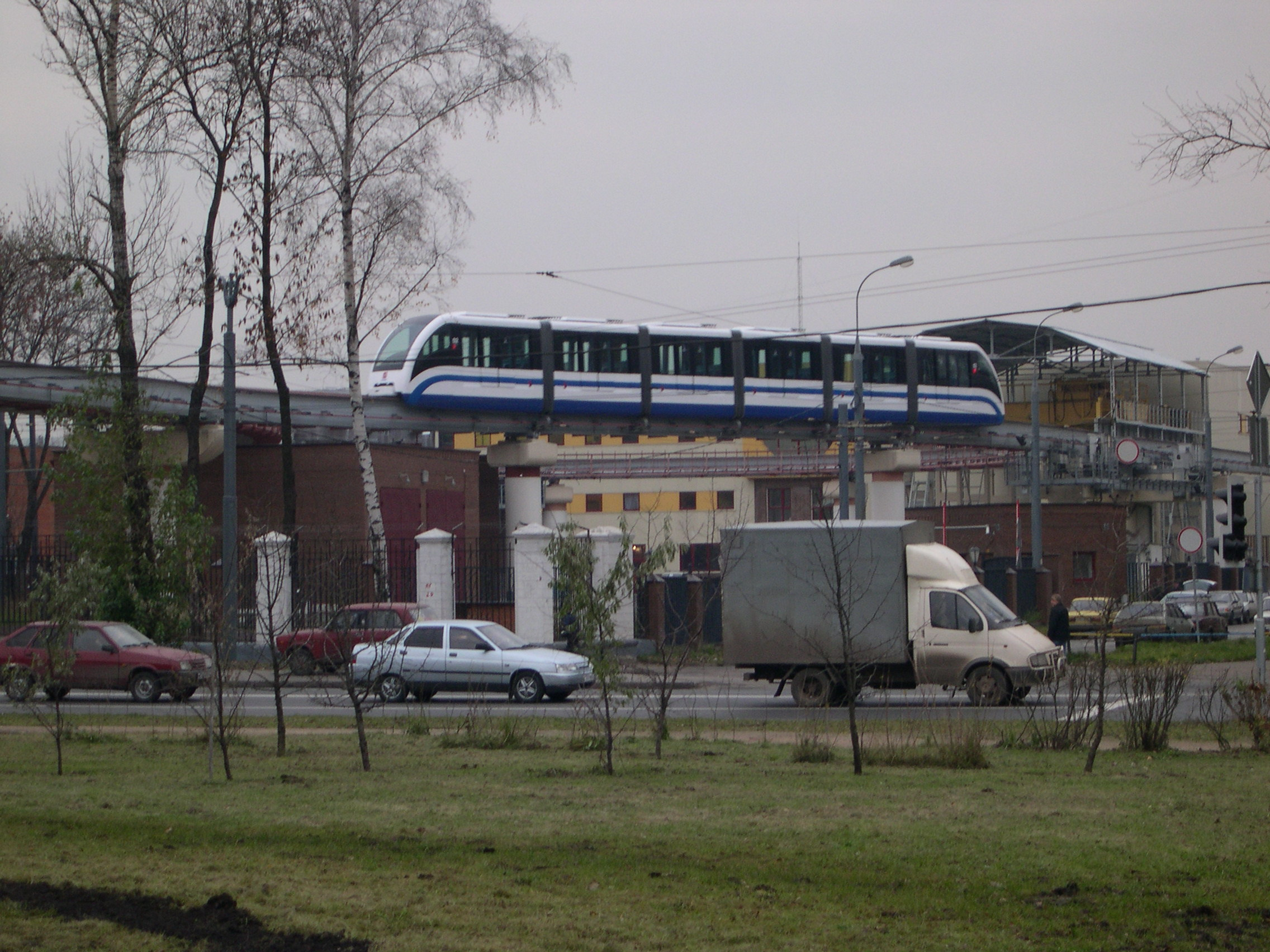
Поїзд біля однієї зі станцій

Монорейкова колія складається з двох сталевих балок коробчастого перетину, що покладені на залізобетонні опори на висоті 4-6 м. Між колійними балками влаштовані службові пішохідні доріжки. Опори мають пальове підмур'я з буро-набивних паль діаметром 0,75 м і монолітне тіло. По всій трасі встановлено 167 опор. Заземлення струмопровідних елементів монорейкової колії забезпечується облаштуванням відводів, що заземлюють, минаючих переважно усередині монолітних елементів опор.
Прогони мають довжину від 20 до 53 м. На лінії прийнято мінімальні радіуси кривих 25 метрів. На кривих ділянках поперечний профіль балки залишається горизонтальним, тому швидкість на них обмежено через некомпенсоване поперечне прискорення. На кінцевих станціях є кільця для розворотів радіусом 20 м.
Для компенсації температурних переміщень ходової балки передбачено спеціально розроблені для монорейкової колії деформаційні шви.
На московській монорейці використовуються стрілки оборотного типу: профілі витрати на них жорстко закріплені, зверху профіль проїзду в одному напрямку, знизу — в іншому. Ця стрілка обертається навколо себе в горизонтальній площині, підставляючи потягові той профіль, по якому він повинний пройти. Стрілка переводиться протягом 30 секунд.
Відстань між центрами платформ кінцевих станцій — 4 698 метрів у двоколійному вирахуванні, розворот у районі станції «Тимірязєвська» (від центру до центру платформи) — 240 метрів в одноколійному вирахуванні, розворот на станції «Вул. Сергія Ейзенштейна» (від центру до центру платформи) — 609 метрів в одноколійному вирахуванні.

## Рухомий склад
Макетний зразок рухомого складу з двох головних вагонів куплено в швейцарської фірми «Intamin Transportation Ltd.» [Архівовано 2 лютого 2011 у Wayback Machine.], що спеціалізується на будівництві міських монорейкових транспортних систем. Інженерним центром ТЕМП був розроблений асинхронний лінійний двигун, що дозволяє збільшити ККД і вирішити проблеми пробуксовки складу при зледенінні ходової балки. Нині московська монорейка — це єдина у світі монорейка з лінійним двигуном.
Всього в складі 6 вагонів, у кожному головному вагоні — 6, а в проміжних — 8 сидячих місць. Місткість потяга — 200 чоловік при нормі 5 чол./м². Довжина/ширина/висота поїзда — 34,5/2,3/3,3 метри відповідно. Ширина дверного прорізу — 1,2 метри. Є система кондиціонування й обігріву в кабіні машиніста і в салонах потяга.
Максимальна швидкість 60 км/год, однак вона повинна знижуватися до 28 км/год на кривій радіусом 100 метрів і до 20 км/год на кривій радіусом 50 метрів. Номінальне прискорення при розгоні і гальмуванні — 1 м/с2. Мінімальний радіус повороту в плані на головних шляхах — 25 метрів. Максимальний градієнт шляху — 7 %. Рівень шуму на відстані 25 м при русі потяга зі швидкістю 40 км/год — 65 дба. Перешкоди й електромагнітне випромінювання на відстані 25 м — відсутні.
Тяговий привід: на базі асинхронних лінійних двигунів з індукторами на ходових візках і вторинному елементі на ходовій балці. Тяга одного двигуна — 750 кгс. Напруга, що подається на склад — постійна, 600 В ± 10 %. Тип струмознімання — нижній, дві тролеї і шини заземлення.
Протипожежне забезпечення — система контролю пожежного стану, пристрої автоматичного пожежогасіння, вогнегасники у вагонах. Діапазон температур навколишнього середовища при експлуатації — від −40 до +40 °C. Нині у депо знаходиться 8 поїздів. Поїзд № 1 відсторонений від експлуатації.

## Заплановані характеристики монорейки
Як уже було зазначено, у даний момент ММТС працює в «екскурсійному режимі». Характеристики системи при роботі в транспортному режимі такі:
- 8 поїздів на лінії;
- 1 поїзд у резерві і 1 — у плановому ремонті;
- інтервал між поїздами — 2-3 хвилини;
- номінальний пасажиропотік — 7000 пас. за годину;
- ціна квитка прирівняна до ціни квитка на метро;
- час у дорозі між кінцевими станціями — 12-14 хвилин.

## Безпека
Московська монорейка відрізняється високими вимогами до безпеки пасажирів. Всі поїзди оснащені системою контролю пожежного стану, пристроями автоматичного пожежогасіння, вогнегасниками у вагонах.
Існує три варіанти евакуації пасажирів з несправного поїзду:
- Якщо поїзд несправний, але може рухатися, то із сусідньої станції по тому ж шляху підганяється другий поїзд, що бере аварійний на буксир і доставляє до найближчої станції, де пасажири виходять.
- Якщо поїзд несправний і не може продовжувати рух, то по зустрічному шляху відправляється поїзд із занавантаженими в нього на станції перехідними мостами, підганяється точно напроти аварійного, по трапах пасажири переходять у справний поїзд і їдуть до найближчої станції[3].
- Якщо лінія цілком непрацездатна (наприклад, при відключенні електрики), то пасажири через двері (вони розблоковуються і відкриваються вручну) по евакуаційних трапах, що є в кожнім вагоні спускаються на оглядові доріжки, що прокладені між шляхами і пішки доходять до найближчої станції.

Кожна станція має два виходи: основний (з ескалаторами) і запасний — із протилежного торця платформи. Станція «Вулиця Академіка Корольова», що має бічні платформи, оснащена спеціальним аварійним трапом для переходу з однієї платформи на іншу, якщо перехід через вестибюль неможливий.

## Аварії
7 травня 2006 року близько 09:00 ранку на перегоні «Вулиця Академіка Корольова» — «Телецентр» відбулася аварія. Потяг 07 пошкодив два струмоприймачі через що була ушкоджена контактна мережа на ділянці довжиною близько ста метрів. Мережа була знеструмлена, пасажири виведені евакуаційними трапами. Потерпілих у результаті аварії немає.

## Етапи будівництва й експлуатації

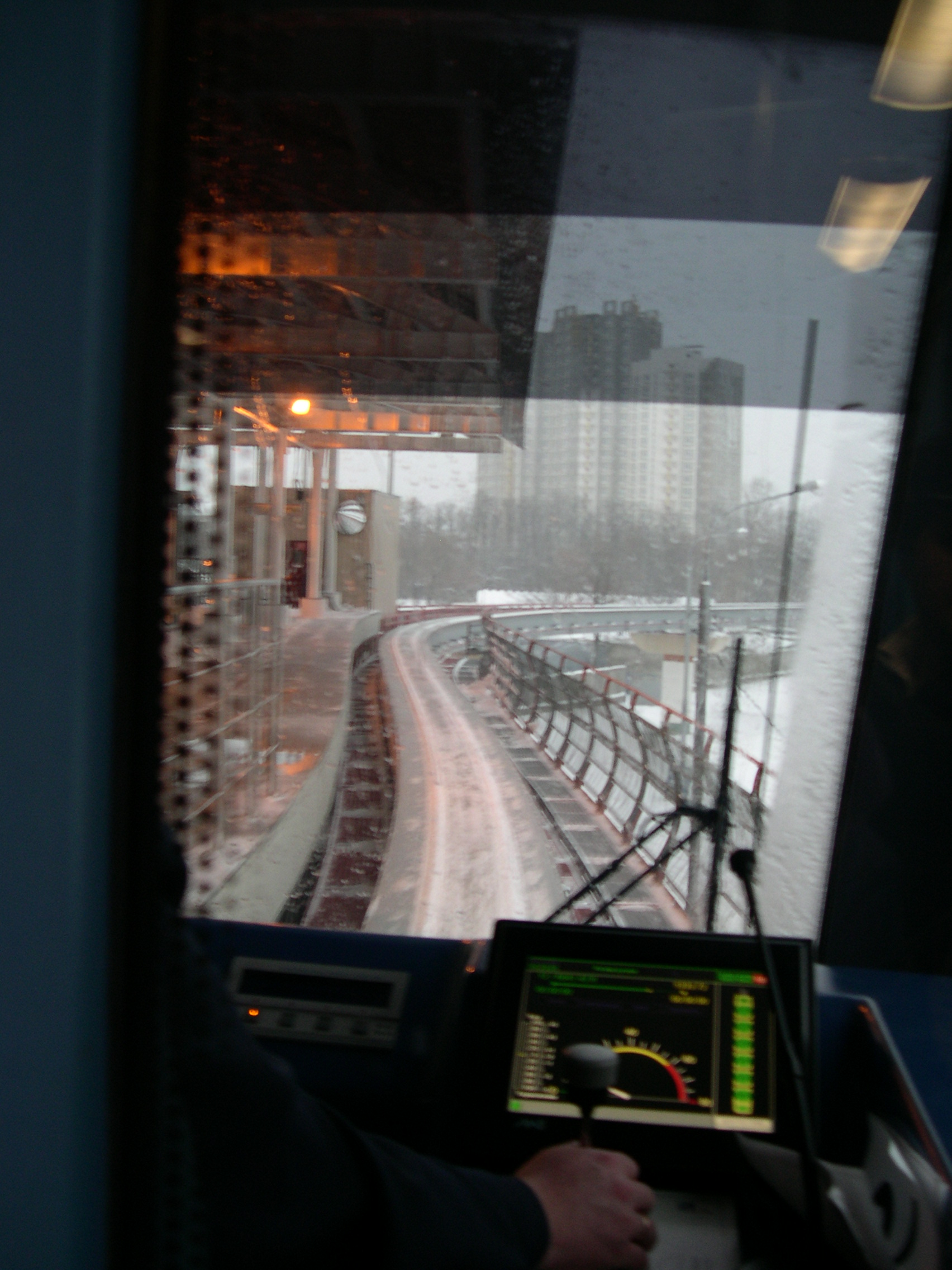
Московська монорейка. Вигляд з кабіни управління першого вагону

- 22 вересня 2001 року встановлений пробний каркас під першу залізобетонну опору. У цей же час почалося перевезення експонатів з трамвайного депо імені Баумана в трамвайно-ремонтний завод.
- 2 лютого 2002 року закритий рух трамваїв від Південного входу УВЦ до Останкіно.
- березень-червень 2002 року цілком завершено зведення лінії монорейки над трамвайними шляхами на вулиці Академіка Корольова.
- червень 2002 року — початок робіт зі спорудження першої станції «Вулиця Академіка Корольова».
- 15 жовтня 2002 року відновлено трамвайний рух по лінії від ВДНГ до кінцевої станції «Останкіно».
- грудень 2002 року — опори встановлені на усій протяжності траси, майже скрізь прокладені ходові балки. Стали помітні місця будівництва всіх станцій.
- квітень 2003 року — початок будівництва станції «Тимірязєвська», укладання балок і будівництва стрілки.
- листопад 2003 року — більшість станцій перебувають у стадії завершення, скрізь покладені ходові балки.
- грудень 2003 року — початок обкатування першого екземпляра рухомого складу.
- лютий 2004 року — заплановане на початок лютого відкриття не відбулося, пуск був перенесений на 23 лютого, незабаром було оголошено про чергове перенесення термінів. Під час випробувань сталася перша аварія: з нез'ясованих причин вагон зірвав близько 15 метрів контактної рейки.
- травень 2004 року — на лінії відбувається обкатування трьох поїздів монорейки, відкриття дороги вкотре відкладається
- 20 листопада 2004 року — монорейка прийняла перших пасажирів, почавши роботу в «екскурсійному режимі». На лінії працює 1 поїзд, інтервал руху — 30 хвилин, час роботи — з 10:00 до 16:00, посадка лише на станції «Вулиця Сергія Ейзенштейна». Пізніше була відкрита для входу станція «Тимірязєвська».
- 15 липня 2005 року — змінений режим роботи монорейки. На лінії працює 2 поїзди, інтервал руху — 20-23 хвилини, час роботи — з 8:00 до 20:00, відкриті для входу пасажирів станції «Виставковий центр» та «Телецентр».
- 27 червня 2025 року — останній день роботи монорейки.

На його місці з'явиться перший в РФ цілорічний парк на висоті, відкриття якого передбачено на 2027 рік. Частина естакади відт станції «Виставковий центр» до депо, включаючи станцію «Вулиця Сергія Ейзенштейна» буде демонтована. На естакаді влада обіцяє до 2027 року організувати біговую доріжку, алеї, кафе та місця відпочинку. Станцію «Вулиця Сергія Ейзенштейна» разом з дільницею до «Виставкового центру» планується демонтувати з метою зробити «краєвид на ВДНГ привабливим».

## Критика
Будівництво монорейки зазнало критики з боку великого числа фахівців в області громадського транспорту і звичайних жителів міста. Основні докори полягали в нераціональній розтраті бюджетних коштів. На їхню думку, з функціями монорейки міг би впоратися звичайний трамвай, будівництво якого коштувало би місту в кілька десятків разів дешевше, а справжні причини будівництва нового транспорту були суто політичними (Москва претендувала на право прийняти міжнародну виставку Expo 2010, основним центром якої повинен був стати значно відреставрований комплекс УВЦ, але це право згодом дісталося Шанхаю, коли монорейкова дорога вже будувалася). Як аргумент, критики приводять факт про те, що за основу була узята монорейка фірми Intamin, що призначена для парково-рекреаційних цілей і не розрахована на великі пасажиропотоки і швидкості перевезення, що не відповідає дійсності, тому що модель потяга Intamin P30, що була узята за основу при будівництві московської монорейки, призначається виробником як «швидкий і ефективний транспорт в умовах міста».
Згідно з офіційними даними (розпорядження Уряду Москви від 1 липня 2005 року № 1200-РП, зведений проект «Створення Московської монорейкової транспортної системи (першочергова ділянка: станція метро „Ботанічний Сад“ — станція метро „Тимірязєвська“, 1-й пусковий комплекс)»), будівництво монорейкової дороги обійшлося місту в 200 мільйонів доларів. На думку деяких фахівців, на ці гроші можна було б провести метро у великий спальний район, у якому проблема громадського транспорту стоїть особливо гостро, або закінчити реалізацію вже початих проєктів. Для порівняння: вартість будівництва лише одного перегону метро (3 км) з однією станцією досягає 180 млн доларів.
Також багатьом критикам залишилося незрозумілим, куди пішли виділені кошти: кілометр московської монорейкової дороги коштував 20 мільйонів доларів, хоча, по заявах самої Intamin, кілометр її дороги коштує 4-7 мільйонів доларів. Однак, в Intamin станції являють собою легкі неопалювані павільйони з мінімумом устаткування й обслуговчого персоналу, а в Москві — капітальні спорудження, що нагадують естакадні станції метро. Крім цього, у вартість московської монорейки увійшли витрати на проєктування траси, рухомого складу й інформаційної системи. Також кошти пішли на закупівлю тестового потягу Intamin із двох вагонів, та будівництво тестового кільця в Московському інституті теплотехніки.
Крім дорожнечі в будівництві деякі критики відзначають, що система дуже дорога в експлуатації. Щорічні субсидії бюджету міста Москва на експлуатацію монорейки становлять 200 млн рублів. Однак не враховується той факт, що в сьогоднішньому режимі система функціонує практично на 100 % (крім двох станцій), але майже не перевозить пасажирів — 2-3 сотні в день замість декількох тисяч на годину. Фактично 200 млн рублів у рік — це те, скільки коштує експлуатація системи, чисті витрати без доходів. Таким чином, щоб система вийшла на беззбитковий рівень, необхідні доходи в 200 млн рублів щорічно, а це ледве більше 13 млн пасажирів у рік при ціні квитка в 15 рублів або 36,5 тисяч пасажирів у день, що приблизно відповідає очікуваному пасажиропотоку на цьому напрямку.
Крім фінансових претензій, невдоволення багатьох викликало закриття трамвайного музею на території трамвайного депо ім. Баумана, де зараз розташовується монорейкове депо. Експонати були переміщені на задворки трамвайно-ремонтного заводу, і зараз не виставляються для публіки.

## Плани з розвитку московської монорейки
Ніяких серйозних і тим більше затверджених планів розвитку монорейки в наш час не існує. Однак існувало ряд ідей, висловлених ще під час будівництва першої лінії монорейки. Розглядалося продовження існуючої лінії монорейки від вулиці Сергія Ейзенштейна до станції метро «Ботанічний Сад». Пропонувалося будівництво нової швидкісної монорейки (до 120 км/г). За планами, вона повинна була з'єднати станцію метро «Південно-Західна» з аеропортом у Внуково. На сьогоднішній день будівництво цієї лінії монорейки практично виключено, тому що Внуково вже зв'язане з Москвою залізницею і найближчим часом має відкритися однойменна станція Солнцевської лінії метро. Існували ідеї провести монорейку до аеропорту «Шереметьєво» і побудувати монорейкову дорогу уздовж Москви-ріки. Колишній мер Москви Лужков висловлював пропозицію про будівництво монорейки в мікрорайоні Мітіно, якого-небудь розвитку ця ідея також не отримала.